# SC Luzitano
SC Luzitano was een Braziliaanse voetbalclub uit de stad São Paulo in de staat São Paulo.
De club werd opgericht in 1912 door Portugese immigranten. De club speelde van 1914 tot 1916 in de hoogste klasse van het Campeonato Paulista.